# Скавронские
Скавро́нские — русский графский дворянский род, происходящий от родственников императрицы Екатерины I. Пресекся в третьем поколении по мужской линии в 1794 году, по женской — в следующем поколении в 1857 году.

## Родство с императрицей
Происхождение Екатерины I не ясно. Её родственники в некоторых документах названы Сковороцкими, в других — Сковородскими, Сковоронскими и даже Икавронскими. По свидетельству Рельбига, фамилия «Скавронские» была принята по предложению П. И. Сапеги.
Общепризнанной официальной является версия, что родоначальники русского дворянского рода были родными братьями русской царицы. Однако из-за скудности и мутности данных, и возможного целенаправленного уничтожения документов при Петре, предлагались иные версии происхождения Екатерины, согласно которым она двоюродная, а не родная сестра Скавронских или иная другая родственница.
Указывается на тот факт, что сам Пётр I называл Екатерину не Скавронской, а Веселевской или Василевской, а в 1710 году после взятия Риги в письме Репнину называл совсем иные имена «сродственникам Катерины моей» — «Яган-Ионус Василевски, Анна-Доротея, также их дети».
Известно, что в 1714 году русский генерал-комиссар при курляндском дворе Петр Бестужев получил через Матвея Алсуфьева указ из Петербурга, «дабы в Крышборхе сыскал фамилию Веселевских и Дуклясов». 25-го июня 1715 года Бестужев представил записку с добытыми им данными, в которой сообщает, что Катерина-Лиза Ган была дважды замужем — за Веселевским и Дуклясом, а сестра её Дорота «была за Сковородским, имела два сына и четыре дочери, была Лютерскова закону; один (сын) Карл, другой Фриц в польских Лифляндах, одна дочь Анна, другая Доротея, обе в польских Лифляндах замужем». Он сообщает, что у Дороты третья дочь «Катерина, жила в Крейсбурхе у тетки своей Марии-Анны Веселевской, которую в 12 лет возраста её взял в Лифлянды шведский мариенбургский пастор». Сведения Бестужева считаются спорными и противоречивыми, в частности, по возрасту упомянутых лиц выходит, что Катерина — не дочь Дороты, а дочь её сестры, возможно, Елизаветы Мориц. Непонятно, почему Екатерина много лет спустя приказала разыскать из всех упомянутых в ней лиц только Скавронских, а другими их кровными родственниками пренебрегла.
В связи с Екатериной I называется ещё одна фамилия — Рабе. По одним данным, Рабе (а не Крузе) — это фамилия её первого мужа-драгуна, по другим — это её девичья фамилия, а некто Иоганн Рабе был её отцом. Таким образом, она оказывается этнической шведкой, а не лифляндкой, что могло быть нарочно скрываемо во времена Петра Великого. Обсуждается вопрос о ее принадлежности к различным прибалтийским народностям.
После восшествия на престол Екатерина присвоила Скавронским графское достоинство, не называя их своими братьями, а в её завещании Скавронские неопределённо названы «ближними сродственниками ея собственной фамилии». Екатерина нигде в своих указах и распоряжениях не упомянула о родстве со Скавронскими, которых сама же осыпала дарами и почестями. В переписке князя Репнина с кабинет-секретарем Макаровым об этом семействе также нет ни одного намека на их родство с императрицей; они названы по именам и фамилии, или же встречаются такие выражения: «сии люди, муж сей женщины, та женка, известная женская персона с мужем и детьми» и пр. Елизавета Петровна называет Ефимовских, Скавронских и Гендриковых «сродными фамилиями её любезнейшей матери».

## Воссоединение Екатерины с родичами
Сообщают, что в 1721 году, когда Петр I и Екатерина находились в Риге, ко двору неожиданно явилась крепостная крестьянка Христина Сковорощанка, которая «показала», что она сестра её величества, и просила свидания. Из писем рижского генерал-губернатора князя Репнина известно, что «та женка была у её величества и паки отпущена в свой дом» с пожалованием 20 червонных.
Н. А. Белозерская в своей статье 1902 года сообщает, что со следующего 1722 года начинаются поиски родственников императрицы в Лифляндии; «но, по-видимому, Петр не имел намерения приблизить их ко двору и не желал огласки».

### Карл Скавронский
Первый из её «братьев», Карл Самуилович Скавронский, якобы прибыл в Петербург ещё при жизни Петра I. 
В то же время ходил по Петербургу анекдот о том, как государыня впервые, ещё при жизни покойного мужа, увидела Карла Самуиловича. Привезли его в столицу. В доме Д. А. Шепелева представили императрице её брата. Екатерина Алексеевна упала от стыда в обморок. «Нечего краснеть, — сказал император, — я признаю его своим шурином, и если в нём окажется прок, сделаю из него человека».
Рассказ про обморок пересказывается Вольтером в «Histoire de l’empire de Russie sous Pierre le Grand». Вильбоа и Вольтер сообщают, что Карл был найден в корчме, слугою, объявил себя братом высокой особы и т. п.
Однако дореволюционный Русский биографический словарь А. А. Половцова сообщает, что он прибыл в Петербург с семьей в конце 1726 года (Петр I же скончался 8 февраля 1725 года).
Далее Половцев пишет о Карле: «Прошлое его покрыто, конечно, совершенным мраком и остается даже неизвестным, при каких обстоятельствах в точности найден был Карл Самуилович. В письме князя Репнина от 15-го декабря 1722 года указано, что некоторый крестьянин отыскан, взят под крепкий караул и отправлен в Москву к кабинет-секретарю Макарову. По предположению К. И. Арсеньева, этот некоторый крестьянин — Карл Самуилович. В письме князя Репнина от 7-го апреля следующего года сообщено, что в деревне Догабен найдена жена Карла; её убеждали ехать к мужу, но она не соглашалась, несмотря на уверения, что муж её „содержится во всяком достатке“. В каких условиях жил Карл Самуилович с 1723 по конец 1726 года и откуда приехал он в Петербург, сказать трудно».
Белозерская уточняет, что Карл действительно был отыскан при жизни Петра, раньше прочих родичей, но сначала не приезжал в Петербург. В декабре 1722 года, по письму генерал-прокурора Ягужинского к князю Репнину, «был отыскан и взят под крепкий караул брат Христины, крестьянин Карл Самуилов Сковороцкий, а потом отправлен в Москву к кабинет-секретарю Макарову», и велено было «иметь его под присмотром с детьми». Дети Карла Сковороцкого — три сына и три дочери, по его желанию, были привезены в Россию в 1723 году, но жена отказалась ехать к нему, несмотря на уверения, что «он содержится во всяком довольстве», и осталась в Лифляндии. Карл провел «под присмотром» около двух лет, точное место неизвестно.
В 1725 году, при воцарении Екатерины I, французский посланник Кампредон в донесении от 16 октября сообщает, что «ходят темные слухи о прибытии в русскую столицу с семейством одного из братьев царицы», и пишет между прочим: «Это, кажется, человек очень низкого происхождения и грубого нрава. Если то, что я слышал, справедливо, то надо думать, что люди, посоветовавшие царице призвать этих родственников в Петербург, не очень-то заботятся о прочности её правительства». Из донесений саксонского резидента Лефорта конца 1725 года известно, что Карл Сковороцкий с детьми в первое время по приезде в Петербург жил инкогнито в доме Монса (по другим известиям в Сарской мызе). Из его детей только старшая дочь Софья была взята ко двору и возведена в звание фрейлины. Сыновья его Иван и Мартын получают образование при Академии Наук, под общим руководством академика Байера, затем обучаются в 1-м шляхетском кадетском корпусе.
С конца 1726 года начинается возвышение Карла, а 5 января 1727 года он пожалован в графы, затем ему подарен в Петербурге дом, выходивший одним фасадом на набережную реки Невы, другим на Миллионную.

### Прочиесиблинги
Поиски корней Екатерины в Прибалтике, проведённые после смерти Петра I, показали, что у императрицы был ещё брат Фридрих и две сестры — Анна и уже упоминавшаяся выше Христина.
После восшествия Екатерины на престол Христина явилась 3 июня 1725 года к рижскому генерал-губернатору, князю А. И. Репнину, и подала «суплику» на польском языке, жалуясь на обращение с нею помещика Вульфеншильда. Князь Репнин на другой же день известил об этом кабинет-секретаря Макарова. На это Екатерина I повелела «содержать упомянутую женщину и семейство её в скромном месте, дать им нарочитое пропитание и одежду и приставить к ним поверенную особу, которая могла бы их удерживать от пустых рассказов».По мнению Репнина Христина и её муж «врут», оба они «люди глупые и пьяные», много хвастаются своим родством. Репнин предлагал отправить их «куда в другое место, дабы от них больших врак не было», «удобнее б взять оную женщину с фамилией в Русь и содержать в таком месте, где про них не знают».
Затем Репнин принялся за поиски сестры Анны, которая также слишком много хвасталась — «также о себе безопасно гласит». 23 января 1726 года Репнин сообщает Макарову, что нашел всех: «помянутая женщина с мужем и детьми не одна, но с нею есть брат её родной с женою и детьми, да большая родная сестра её с мужем и детьми», и что всего содержатся у него три семьи, которым посылает список. 23 февраля 1726 года Репнин отправил из Риги с присланным курьером Микулиным всех содержащихся у него людей, кроме латышки, жены Фридриха Сковороцкого, с двумя дочерьми, его падчерицами, «которые сами слезно просили, дабы их оставить, да и к посылке оные весьма не потребны».
В итоге «брат и сестры» с супругами и детьми в начале 1726 года прибыли из Лифляндии в Петербург c помощью Яна Казимира Сапеги, который получил высшую государственную награду за личные заслуги перед императрицей. (Позже его сын Петр Сапега женится на Софии Карловне Скавронской).
Поскольку, как пишет историк, это «были люди „темные“ из крепостного состояния, мало пригодные для придворной жизни, то, по приезде в Россию, они были прямо отправлены в Стрельну, уединенную и малонаселенную мызу, заброшенную после смерти Петра, с недостроенным дворцом». В отличие от Карла, который жил в Петербурге и дети которого были взяты ко двору, прочие родственники не были приближены к особе Её Величества и продолжали жить в глуши. В 1727 году братья получили титул (см. ниже), мужья сестер — потомственное дворянство. Олег Хоруженко пишет, что «возвышение Скавронских имело несколько этапов, показывающих сложное отношение Екатерины I к новоявленным родственникам».
После смерти Екатерины I им разрешили переехать, тем более, что по её завещанию они получили новые вотчины. Все они одни за другими переехали в Москву и в пожалованные им поместья. В последующие годы они постоянно требовали у Елизаветы Петровны новых даров и ругались между собой. Анна Иоанновна притесняла их.
К восшествию на престол Елизаветы представителей первого поколения Скавронских, по всей видимости, в живых уже не оставалось, и её милости достались её «двоюродным братьям и сестрам».

## Титулы
5 января 1727 года Карл и Фридрих (Фёдор) были возведены в графское достоинство, став одиннадцатыми носителями этого титула в России. Мужья сестёр Анны и Христины — Симон Гендриков и Михаил Ефимовский соответственно получили потомственное дворянство. В своем завещании императрица, умершая в мае 1727 года, оставляет Скавронским принадлежавшие ей лично «маетности и земли» для раздела между ними. Это единственный документ, в котором они названы «ближними сродниками её собственной фамилии».
При Елизавете Петровне, дочери Екатерины, сразу после её восшествия на престол в 1741 году в графское достоинство были возведены также дети Кристины — Гендриковы и дети Анны — Ефимовские. В дальнейшем официальной версией стало, что Анна, Кристина, Карл и Фридрих — родные братья и сёстры Екатерины.

### Герб
Герб роду Скавронских был дарован 9 мая 1729 года императором Петром II. Гербовой щит разделён перпендикулярами на 4 части, а на их пересечении помещён золотой щиток с жаворонком. В делениях гербового щита изображены:
- в первом и четвёртом: на червлёном поле по четыре серпа луны, один под другим, рогами вверх;
- во втором и третьем: на серебряном поле по три красных розы (символизируют Екатерину I и её сестёр Христину и Анну).

Щит увенчан графской короной с тремя шлемами. Центральный шлем также с графской короной; Нашлемник — жаворонок. Боковые шлемы увенчаны дворянскими коронами; нашлемники: справа — золотая луна, слева — красная роза.
Намёт красный и серебряный, подложен золотом и красным соответственно. Щитодержатели — орлы.

## Поколенная роспись
Поколенная роспись согласно официальным данным:
- Самуил Скавронский + Доротея Ган[14]
  - Скавронский, Фридрих Самуилович (Федор, Феодор[15]). Его латышская жена со своими дочерьми от первого брака в Петербург с ним ехать отказалась. Якобы был ямщиком. Вторая жена — Сабурова, Екатерина Родионовна. Бездетен. Умер в Москве в конце 1720-х годов и похоронен в Церкви Малого Вознесения на Никитской.
  - Марта (Екатерина I).
  - Анна. Муж — Михаил Михайлович Ефимовский. Родоначальники графов Ефимовских.
  - Христина Скавронская (Сковорощанка) (род. 1686). Муж — Симон Леонтьевич Гендриков. Родоначальники графов Гендриковых.
  - Скавронский, Карл Самуилович (Сковороцкий). Жена — Мария Ивановна.
    - Иван Карлович (22 января (или мая[16]) 1718 — 30 ноября 1742), не женат, скончался от раны, полученной в бою в Вильманстранде. Похоронен на кладбище московского Богоявленского монастыря.
    - Антон Карлович, скончался бездетным.
    -  Анна Карловна (7 декабря 1723 — 31 декабря 1775), замужем за Михаилом Илларионовичем Воронцовым, в браке родилась дочь — Анна.
    - Екатерина Карловна (ум. 22 февраля 1757), замужем за бароном Николаем Корфом, скончалась бездетной.
    - София Карловна, замужем за Петром Сапегой, брак состоялся по инициативе императрицы Екатерины I. Перед браком в графский диплом Скавронских была сделана приписка, что род Скавронских происходит от знатнейшей фамилии. Это имело целью уравнять невесту в глазах родни жениха с их знатным происхождением. В приданое Софии Екатериной были даны земельные вотчины. Саксонский резидент Лефорт в своем донесении королю от 25 декабря 1725 года пишет о Софье Карловне: «Она не глупа, не дурна, смела, резка и довольно упряма», а затем в одном из своих позднейших писем он сообщает, что воспитательницей фрейлины Софьи Карловны была княжна Лобанова, вышедшая в 1727 году за камергера Маврина[3].
    - Мартын Карлович (1716 — 28 июля 1776) — генерал-аншеф и обер-гофмейстер. К началу царствования своей двоюродной сестры Елизаветы Петровны остался единственным представителем Скавронских, и был обильно одарен родственницей, получив множество чинов и значительное состояние. Был женат на  Марии Николаевне Строгановой (1732—1805). Их дети:
      - Елизавета (1755—1767)
      - Пётр (1758— ?; умер прапорщиком Преображенского полка).
      -  Павел Мартынович (1757—1794) — действительный камергер и посланник в Неаполе. С его смертью пресеклась мужская линия Скавронских. Женился в 1781 году на племяннице Потёмкина
  Екатерине Энгельгарт. Их дочери:
        -  Мария (1782—1857), 1-й муж (1801—1804) граф Павел Петрович Пален, 2-й муж граф Адам Ожаровский. Дочь от первого брака — графиня Юлия Самойлова.
        -  Екатерина (1783—1857), 1-й муж (1800—1804) князь Пётр Иванович Багратион, 2-й муж (с 1830) лорд Джон Хобарт.

## Имения
Имения — Графская Славянка, находилось во владении рода более ста лет, пока в 1846 г. в связи с разрывом графини Юлии Самойловой с императорской Россией не было продано и не попало в царскую казну; усадьба Горы (Моск. обл.); Озерки (Рязанская обл.); Бортниково, Кимры, Мозинская мыза.